# اشتفانی هاینتزمان
استفانی هاینتزمان (متولد ۱۰ مارس ۱۹۸۹ - آیهولتز، واله سوئیس) خواننده اهل سوئیس است.

## دیسکوگرافی

### آلبوم‌ها
- Masterplan - ۲۰۰۸

### تکی‌ها
- Like a Bullet - ۲۰۰۸
- My Man Is a Mean Man - ۲۰۰۸